# Эйленбюрх, Саския ван
Са́ския ван Э́йленбюрх (Эйленбург; нидерл. Saskia van Uylenburgh, МФА: [ˈsɑskijaː vɑn ˈœylə(n)ˌbʏrx]; 2 августа 1612, Леуварден — 14 июня 1642, Амстердам) — жена нидерландского художника Рембрандта ван Рейна, изображённая на значительном числе его картин, рисунков и офортов.

## Жизнь
Родилась и выросла в Леувардене, была крещена 12 августа 1612 года.
Дочь местного бургомистра, адвоката и учёного, знатного горожанина Ромбертуса ван Эйленбурга (Rombertus Rommertsz van Uylenburgh). В семье было восемь детей, из них четверо дочерей, Саския — самая младшая.
В 7 лет лишилась матери, ещё через пять лет — отца. В возрасте 21 года она приезжает в Амстердам в гости к кузине Алтье (Aaltje Pietersdr van Uylenburgh), которая была замужем за проповедником Иоганном Корнелисом Сильвиусом. Он был знаком с Рембрандтом, который в 1633 году создал офорт с его портретом. Также в Амстердаме жил её кузен Хендрик ван Эйленбург (Hendrik van Uylenburgh) — художник и арт-дилер, создавший фирму («академию») по созданию картин, участником которой в 1631—1635 годах стал Рембрандт, также занимавший помещение в доме Хендрика.
По-видимому, в этом доме Рембрандт и Саския познакомились. 8 июня 1633 года состоялась их помолвка, а 22 июня 1634 года они обвенчались в церкви села St.Annaparochie недалеко от Леувардена, свидетелем был Иоганн Корнелис Сильвиус. На церемонии присутствовали кузен Саскии Хендрик ван Эйленбург с женой Марией ван Эйк и сестра Саскии Тития с мужем. Саския принесла мужу большое приданое.
В 1639 году Рембрандт приобрел в кредит новый дом на улице Синт-Антонисбрестрат за 13 000 гульденов, куда и переехал вместе с женой (ныне там расположен Дом-музей Рембрандта). Трое их детей (Ромберт и две Корнелии) умерли вскоре после рождения. 22 сентября 1641 года был крещён их сын Титус, названный в честь сестры Саскии Титии (умер, не достигнув 30-летия).
В следующем году Саския после 9 лет брака скончалась в возрасте 29 лет (вероятно, от туберкулёза) и была похоронена в церкви Ауде керк.
Завещание Саскии, которое она составила за несколько дней до смерти, впоследствии создало Рембрандту немало трудностей. Она не могла предвидеть его грядущее банкротство (из-за кредита на дом и проч.) и поэтому распорядилась состоянием, предполагая, что он всегда будет оставаться богатым. Свои средства она завещала сыну Титусу, оговорив, что муж будет получать с них проценты до женитьбы или совершеннолетия Титуса. Предполагая, что Рембрандт всегда будет в состоянии содержать Титуса, Саския добавила условие, что в случае повторной женитьбы вдовца её состояние переходит не к Титусу, а к одной из её сестер. Из-за этого, в частности, Рембрандт не смог узаконить свои отношения со следующей своей возлюбленной и матерью его детей Хендрикье Стоффелс.

## В творчестве Рембрандта
Во многих своих произведениях Рембрандт (картины, рисунки, офорты) запечатлел облик Саскии.
Три дня спустя после помолвки он создал рисунок серебряным карандашом, изобразив Саскию в большой шляпе, декорированной цветами, держащую цветок (ныне — Гравюрный кабинет (Берлин)). Рисунок подписан художником: «Это моя жена в возрасте 21 года, три дня спустя после нашей помолвки, 8 июня 1633».
Также в 1633 году были написаны её портреты: «Смеющаяся Саския» (ныне в Дрезденской галерее) и «Портрет Саскии в красной шляпе» (Кассель). В 1635 году Рембрандт запечатлел её в картине «Блудный сын в таверне». Трижды Рембрандт изобразил Саскию в образе Флоры: в 1634 году («Флора» (Эрмитаж)), в 1641 году (Дрезден) и в 1660 году (Нью-Йорк).

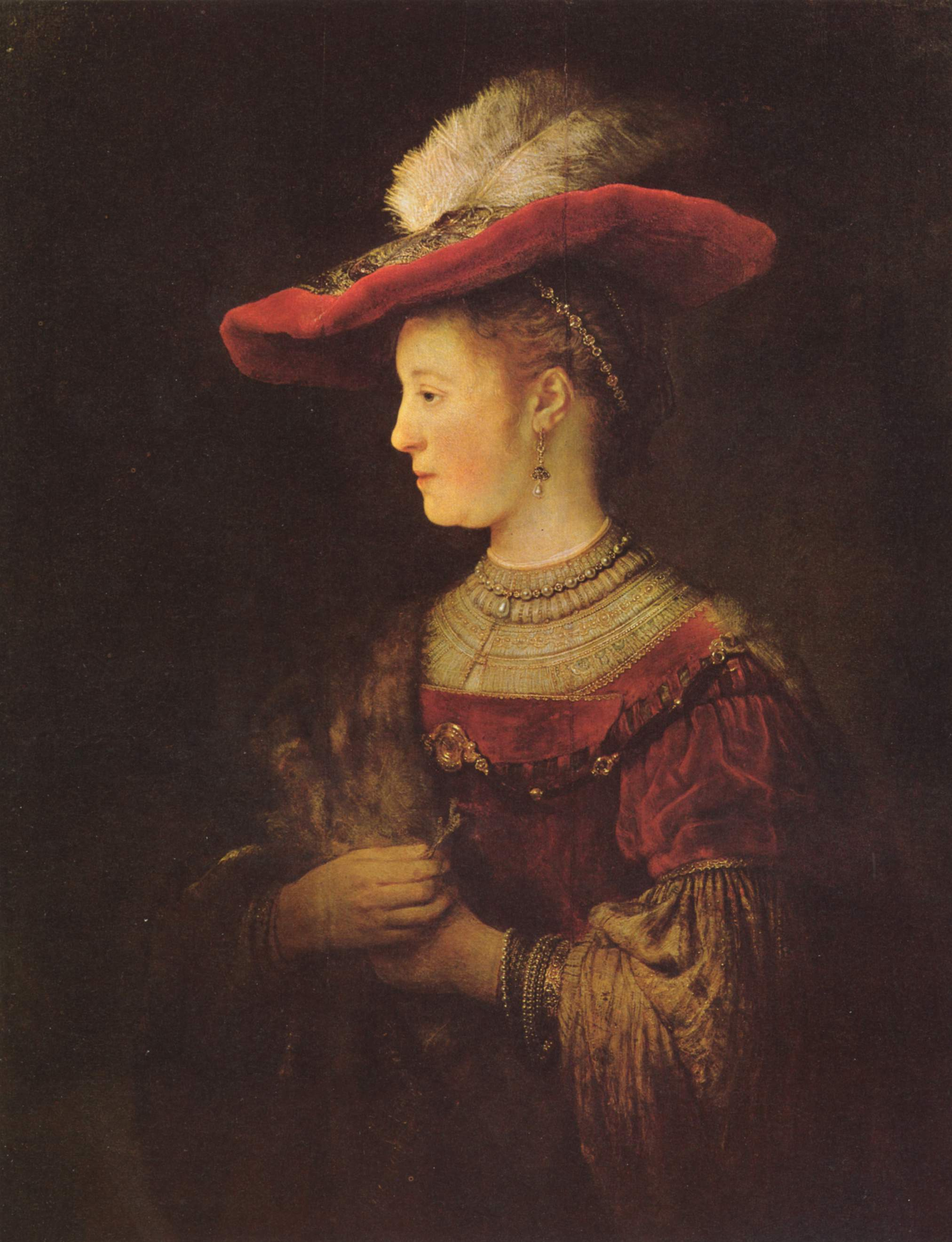
«Портрет Саскии в красной шляпе» (1633-1642, Кассель).
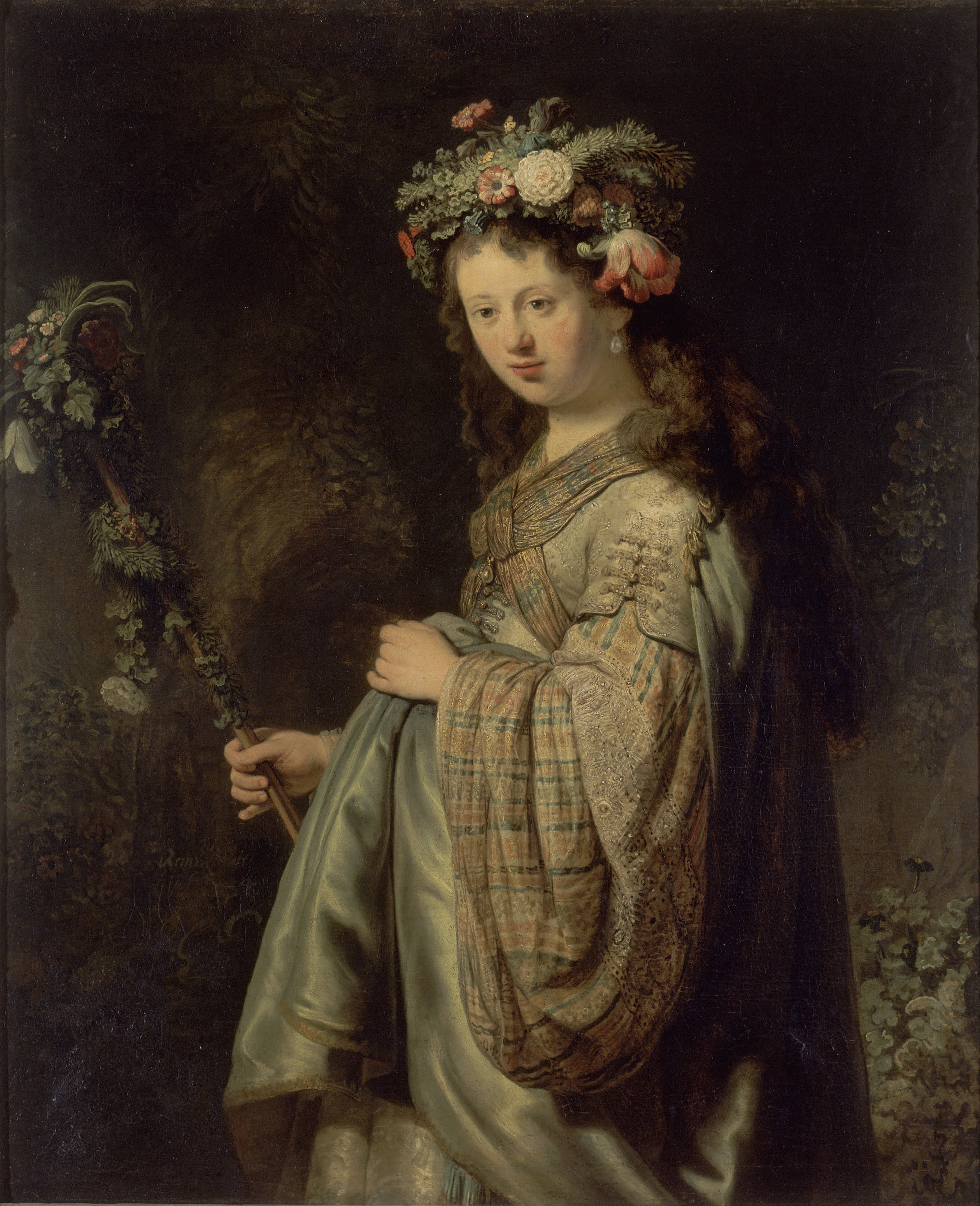
«Флора» (1634, Эрмитаж).
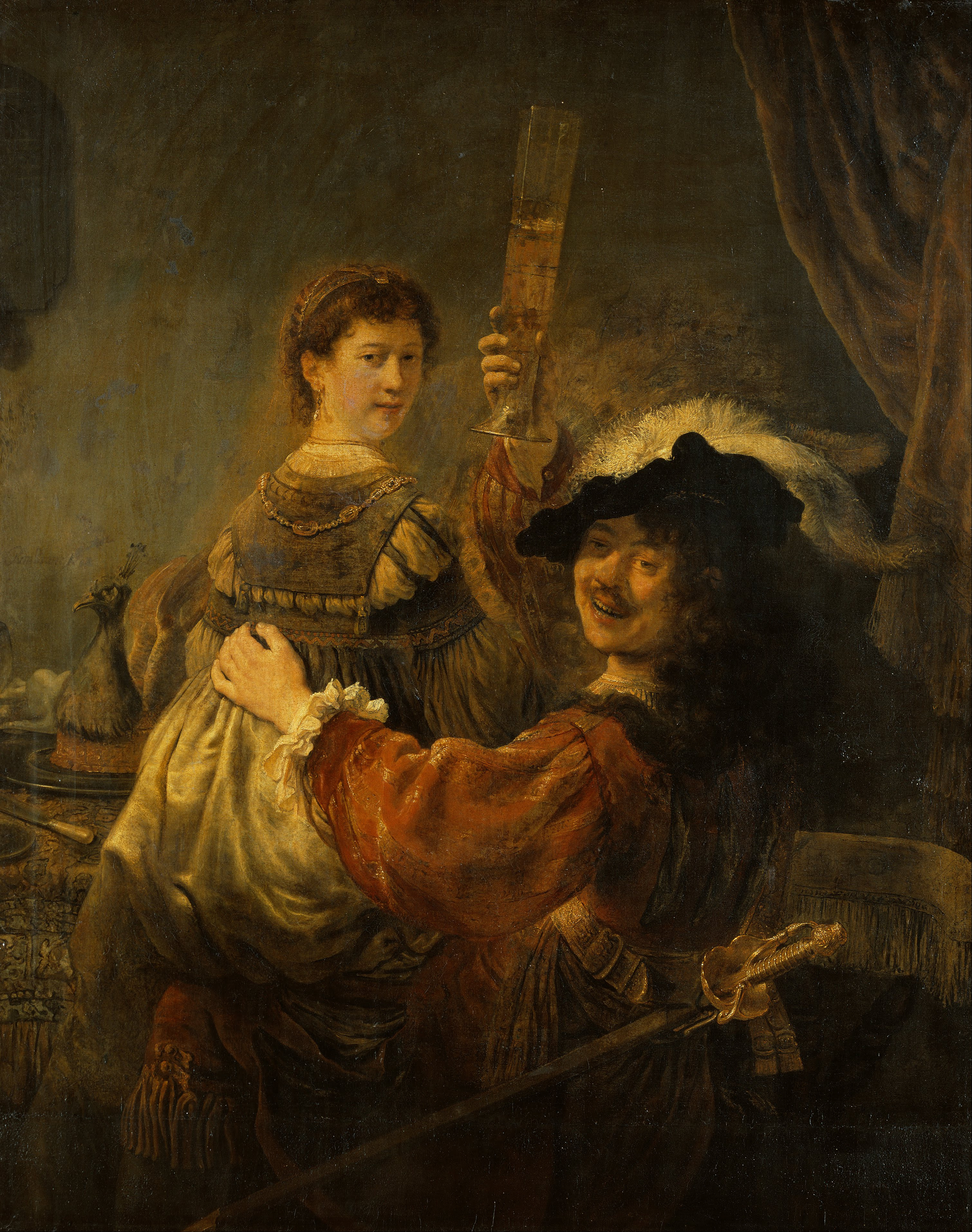
«Блудный сын в таверне» (1635, Дрезден).
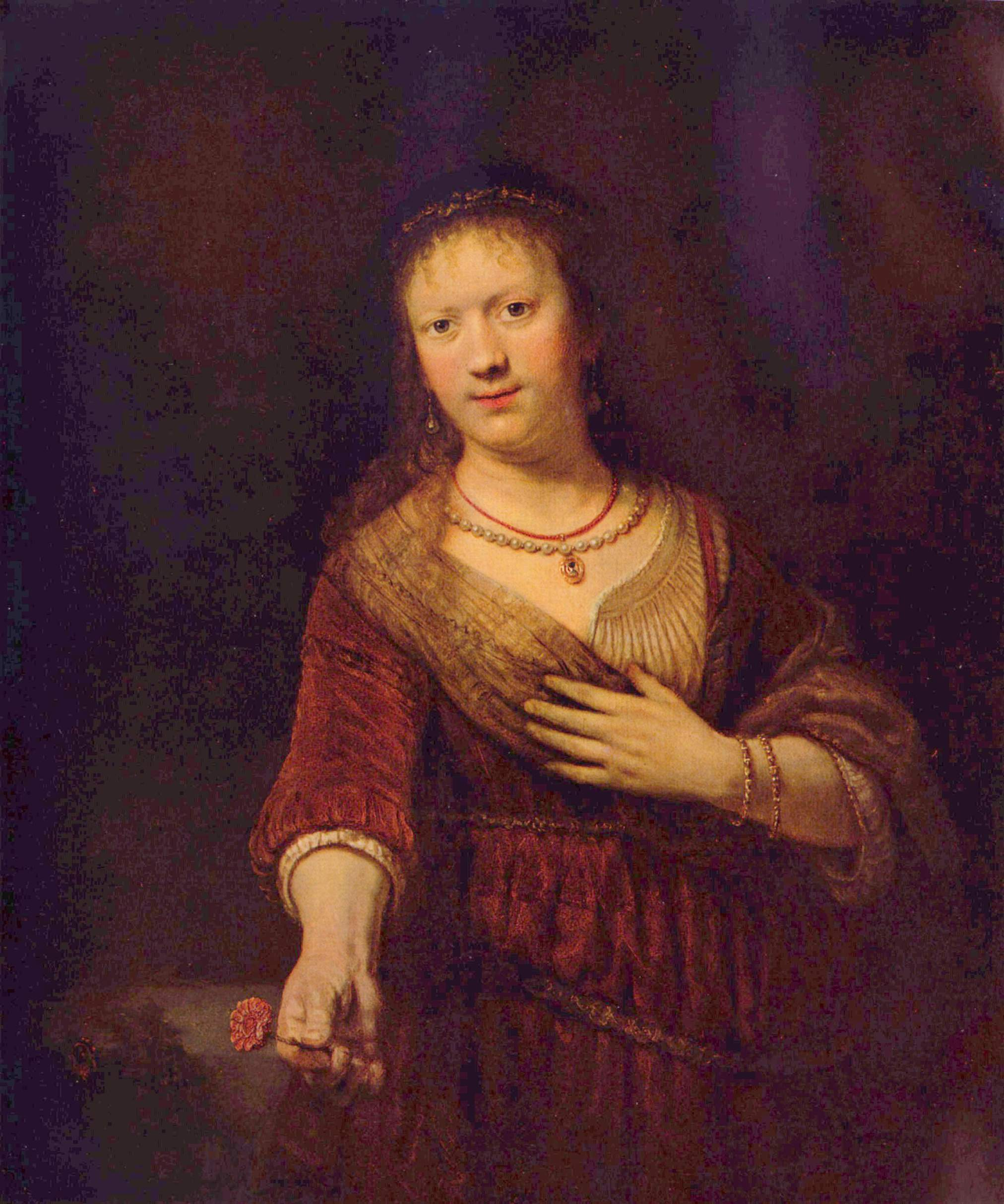
«Флора» (1641, Дрезден).
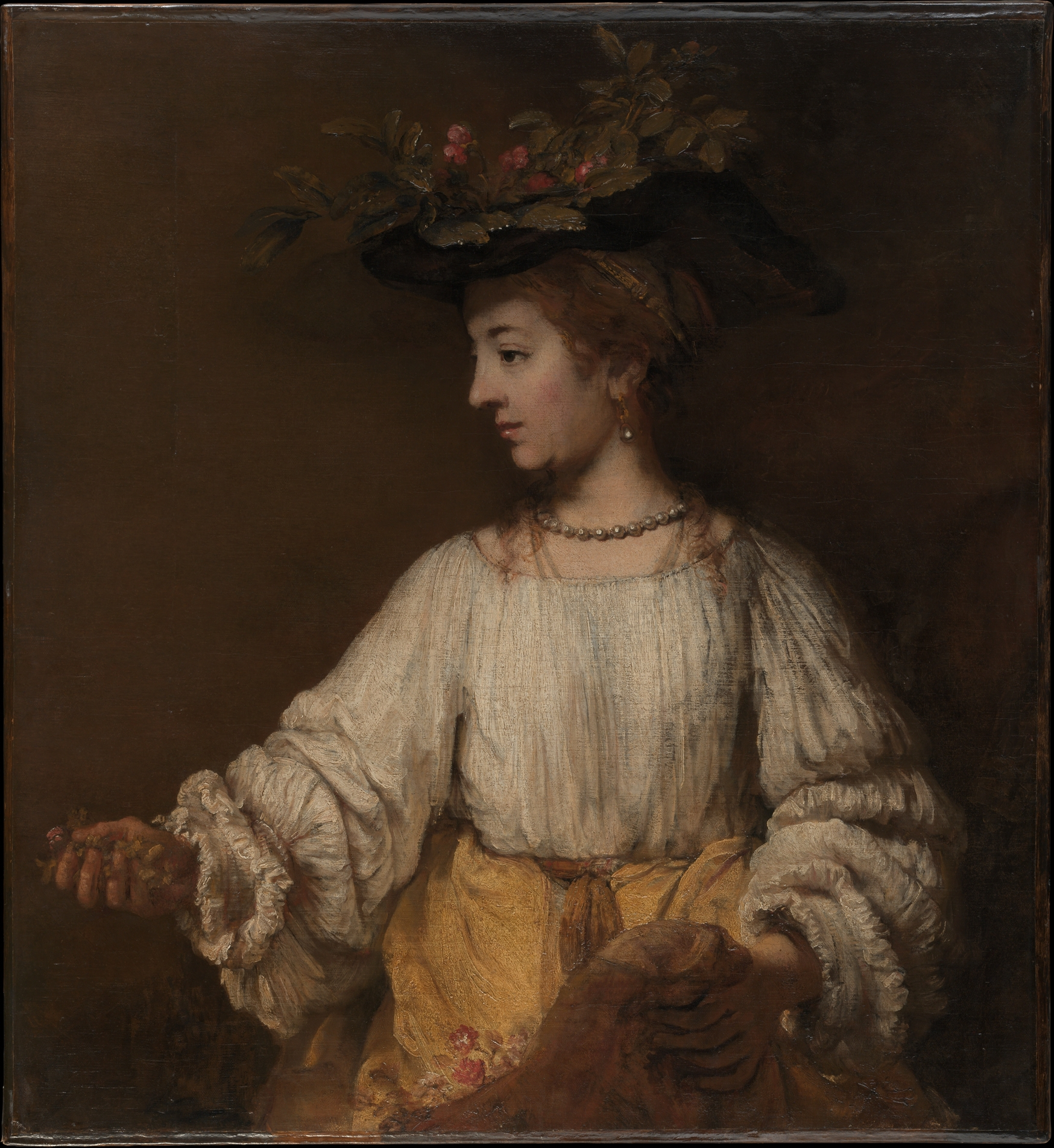
«Посмертный портрет Саскии в образе Флоры» (1660, Нью-Йорк).
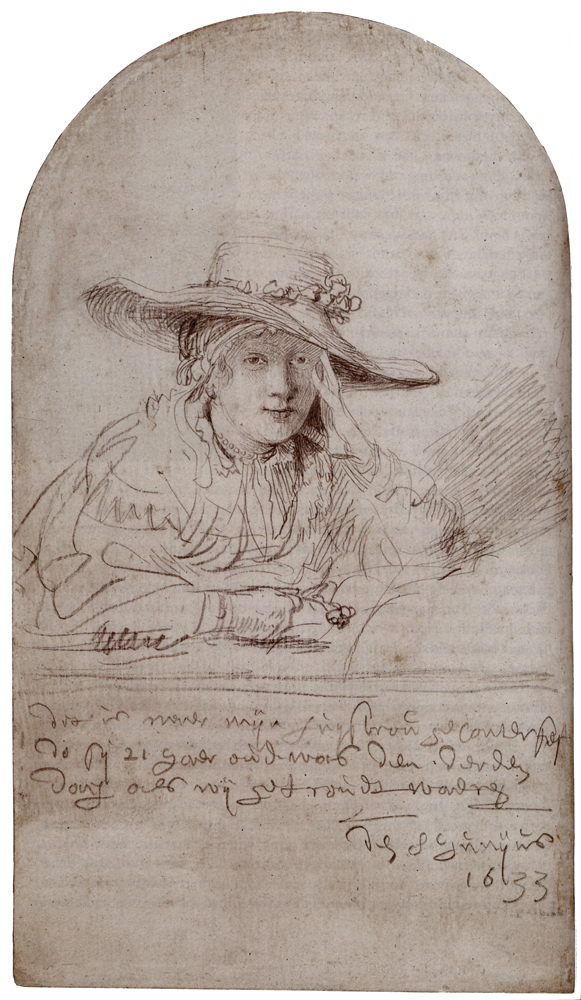
«Портрет Саскии-невесты» (1633, Берлин).
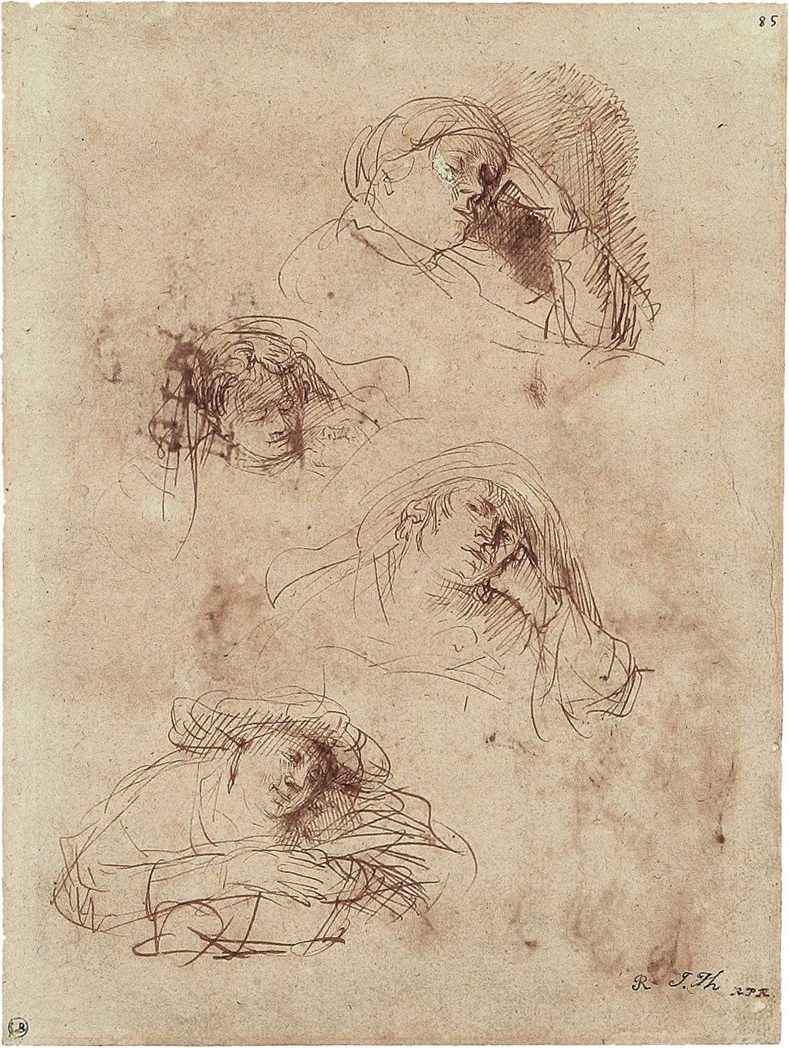
«Четыре наброска Саскии» (1635, Роттердам).
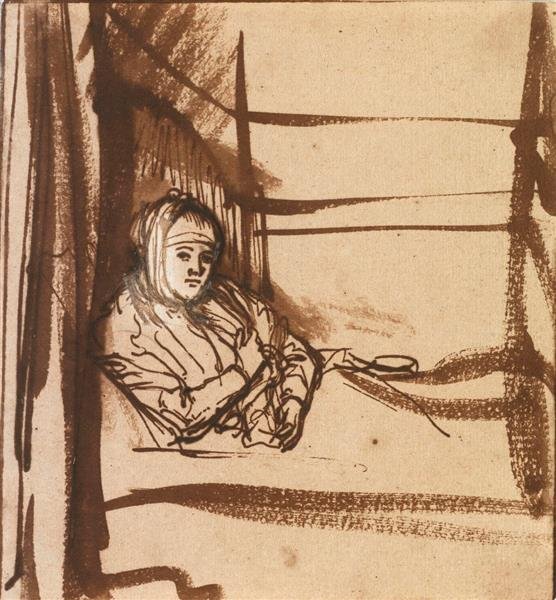
«Саския, сидящая в кровати» (1638, Дрезден).
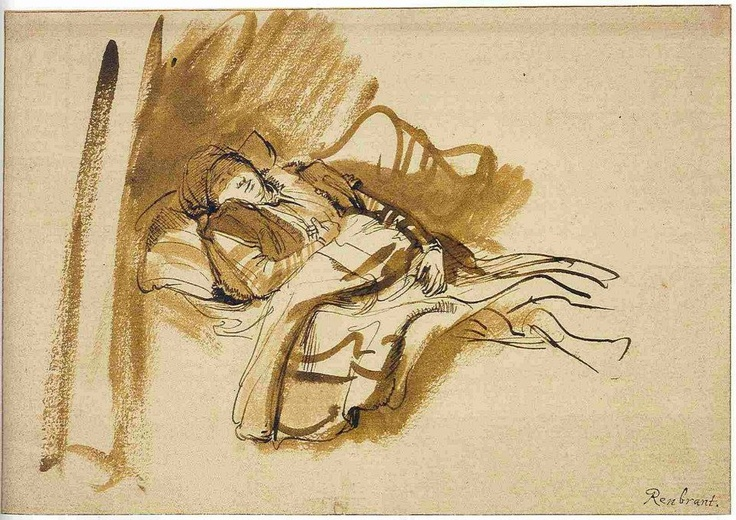
«Спящая Саския» (1638, Оксфорд).
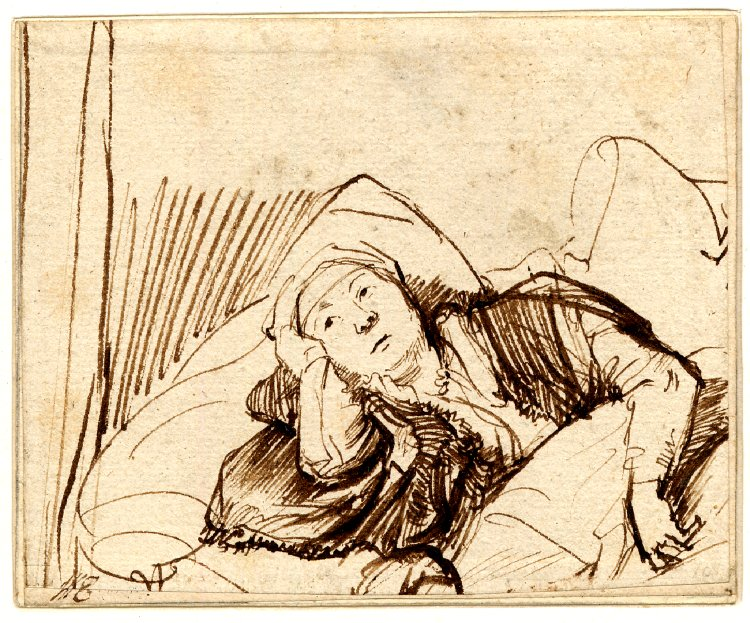
«Саския в кровати» (1635-1640, Лондон).
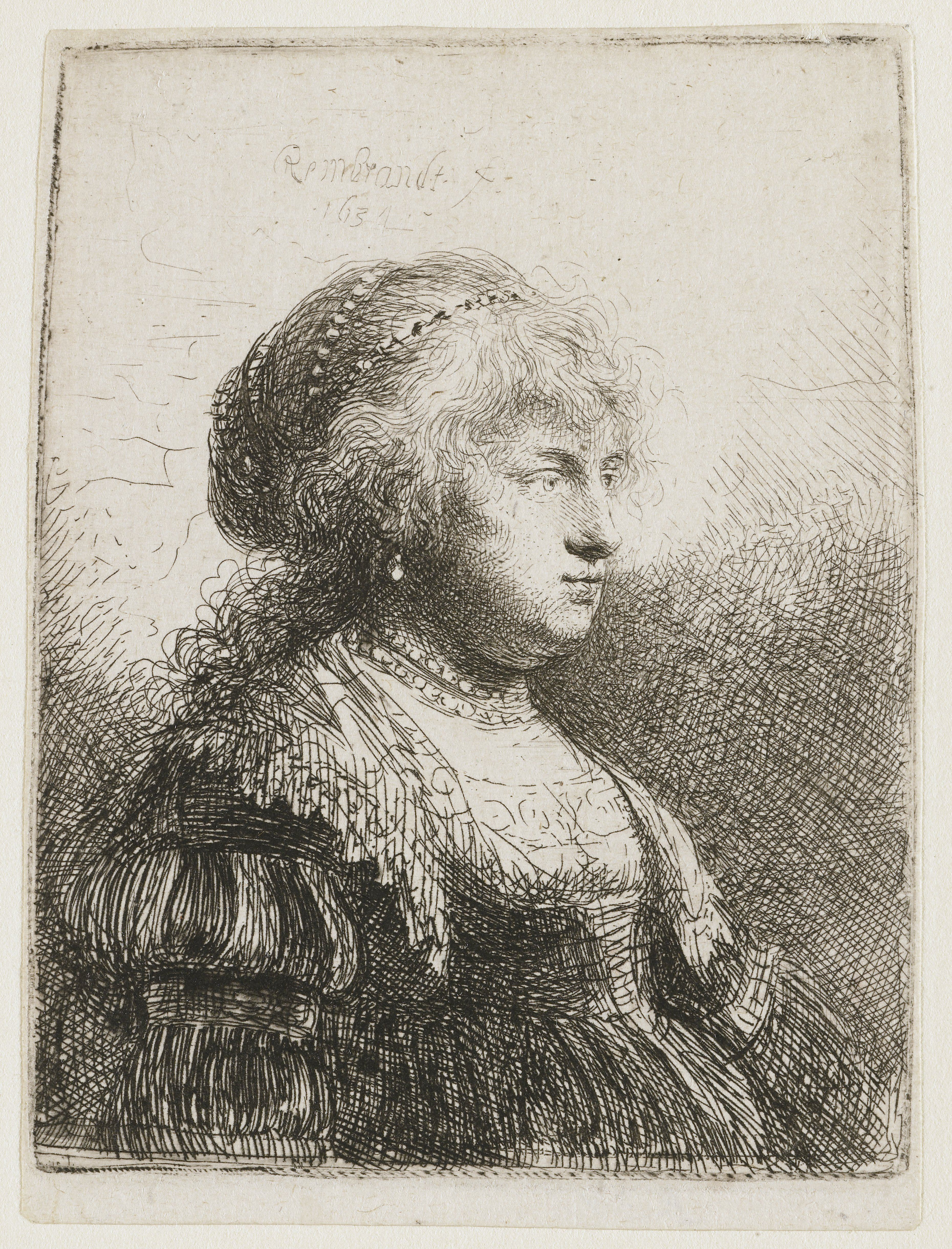
«Саския с жемчугом в волосах» (1634).
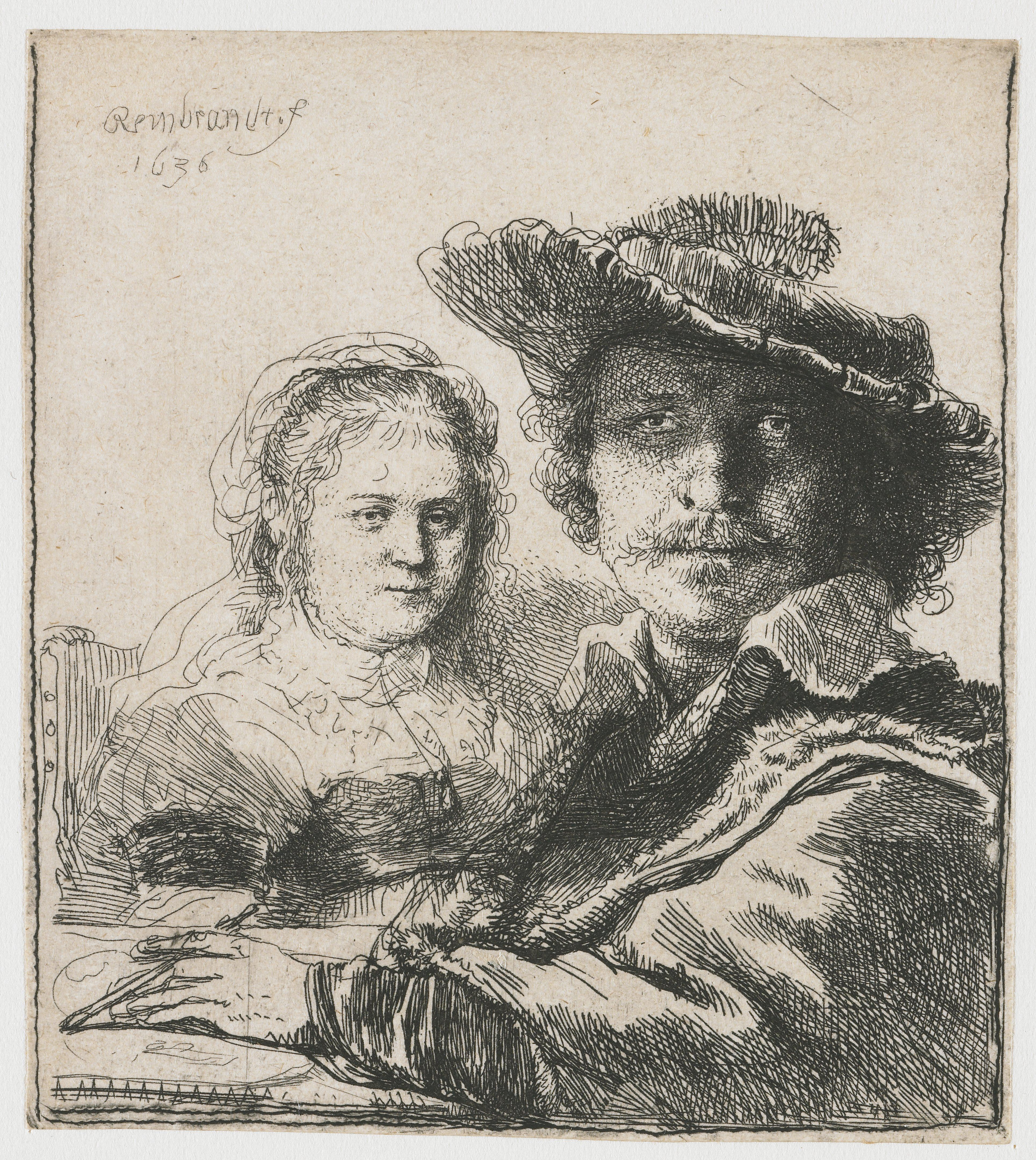
«Автопортрет с Саскией» (1636).
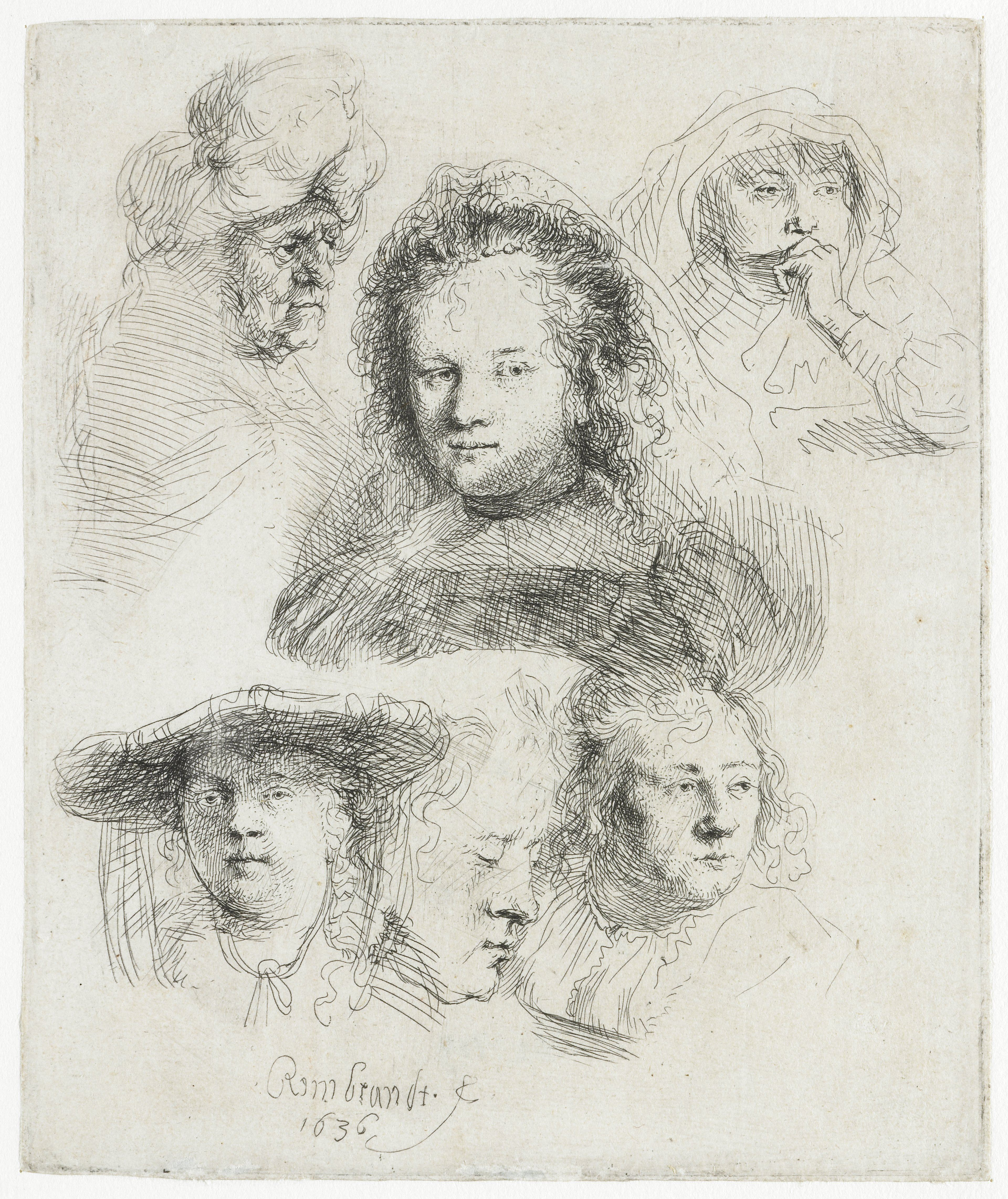
«Наброски головы Саскии и других» (1636).
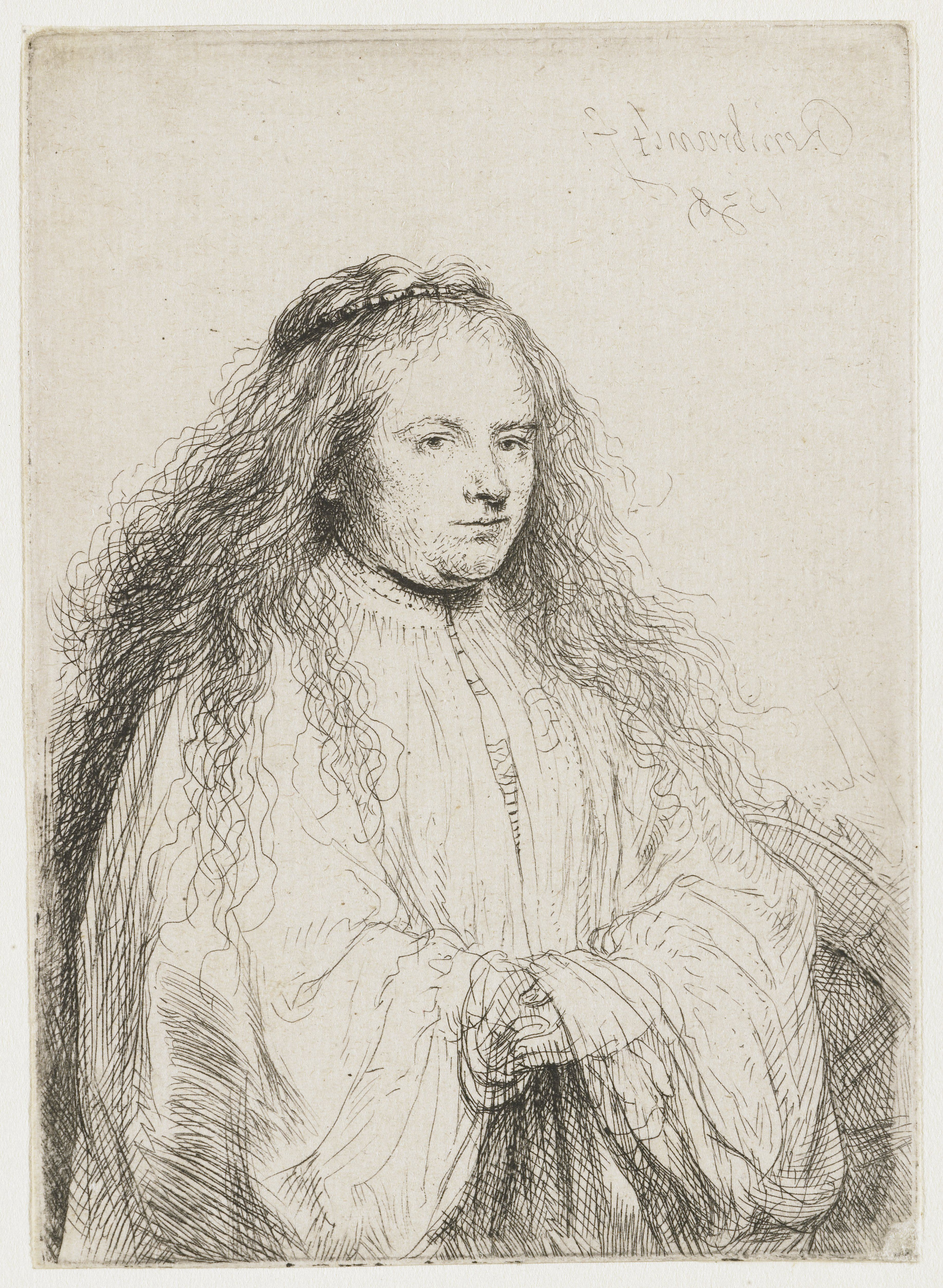
«Саския в образе св. Катерины» (1638).
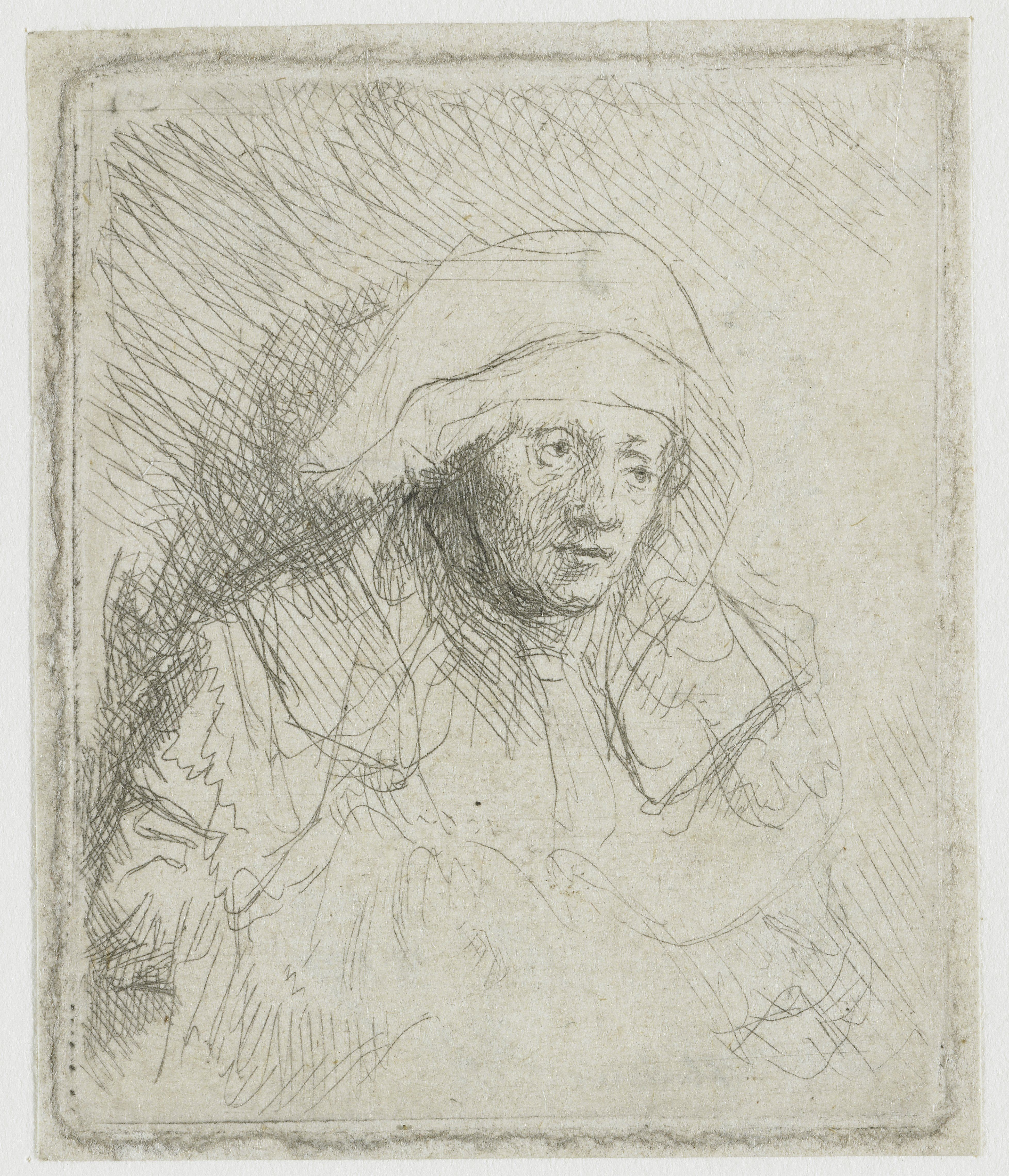
«Больная» (1642).

## Прочее
- В честь Саскии назван астероид (461) Саския, открытый в 1900 году.